# Liste nationaler Eishockeymeister 2008
Diese Liste enthält die Landesmeister im Herren-Eishockey der Saison 2007/2008 bzw. 2008. Aufgeführt sind nationale Meister der Länder, die Vollmitglied der IIHF sind oder in der IIHF-Weltrangliste geführt werden. Ersatzweise wird der Gewinner der höchsten Profiliga aufgeführt, wenn ein nationaler Meister nicht explizit ermittelt wird (z. B. NHL-Gewinner in Nordamerika oder ALIH-Sieger in Ostasien).

## Deutschland, Österreich und Schweiz
| Wettbewerb                | Meister bzw. Titelträger | Vizemeister                        | Absteiger |
| Deutsche Eishockey Liga   | Eisbären Berlin          | Kölner Haie                        | –         |
| Erste Bank Eishockey Liga | EC Red Bull Salzburg     | HDD Olimpija Ljubljana (Slowenien) |           |
| National League A         | ZSC Lions                | HC Servette Genève                 | EHC Basel |

## Europa
| Land/Meisterschaft | Liganame                        | Meister                   | Finalgegner                       |
| Belarus            | Extraliga                       | HK Keramin Minsk          | HK Junost Minsk                   |
| Belgien            | Eredivisie                      | White Caps Turnhout       | HYC Herentals                     |
| Bulgarien          | Bulgarische Eishockeyliga       | HK Slawia Sofia           |                                   |
| Dänemark           | AL-Bank Ligaen                  | Herning Blue Fox*         | Frederikshavn White Hawks         |
| Estland            | Meistriliiga                    | Tartu Välk 494            |                                   |
| Finnland           | SM-liiga                        | Kärpät Oulu               | Espoo Blues                       |
| Frankreich         | Ligue Magnus                    | Dragons de Rouen          | Diables Rouges de Briançon        |
| Griechenland       | Griechische Eishockeyliga       | Iptameni Pagodromoi Athen | Albatros Athen                    |
| Großbritannien     | Elite League                    | Sheffield Steelers        | Coventry Blaze                    |
| Irland             | Irish Ice Hockey League         | Dundalk Bulls             | Dublin Rams                       |
| Island             |                                 | Skautafélag Akureyrar     | Skautafélag Reykjavíkur           |
| Italien            | Serie A1 2007/08                | HC Bozen                  | Ritten Sport                      |
| Kasachstan         | Kasachische Meisterschaft       | Barys Astana              | Gornjak Rudny                     |
| Kroatien           | Kroatische Meisterschaft        | KHL Mladost Zagreb        | KHL Medveščak Zagreb              |
| Lettland           | Virsliga                        | HK Liepājas Metalurgs     | ASK/Ogre                          |
| Litauen            | Litauische Eishockeyliga        | Energija Elektrenai       | Poseidonas Elektrenai             |
| Luxemburg          |                                 | Tornado Luxembourg        |                                   |
| Niederlande        | Eredivisie                      | Tilburg Trappers          | Vadeko Flyers Heerenveen          |
| Norwegen           | GET-ligaen                      | Storhamar Dragons         | Frisk Tigers                      |
| Polen              | Ekstraklasa                     | KS Cracovia               | GKS Tychy                         |
| Rumänien           | 1. Liga                         | SC Miercurea Ciuc         | HC Miercurea Ciuc                 |
| Russland           | Superliga                       | Salawat Julajew Ufa       | Lokomotive Jaroslawl              |
| Schweden           | Elitserien                      | HV71                      | Linköpings HC                     |
| Serbien            | Serbische Eishockeyliga 2007/08 | HK Partizan Belgrad       | HK Novi Sad                       |
| Slowakei           | Extraliga                       | HC Slovan Bratislava      | HC Košice                         |
| Slowenien          | Slowenische Eishockeyliga       | HK Jesenice               | HDD Olimpija Ljubljana            |
| Spanien            | Superliga                       | CG Puigcerdà              | Anglet Hormadi Élite (Frankreich) |
| Tschechien         | Extraliga                       | HC Slavia Prag            | HC Energie Karlovy Vary           |
| Ukraine            | Wyschtscha Liha                 | HK Sokol Kiew             | HK Berkut                         |
| Ungarn             | Borsodi Jégkorong Liga          | Alba Volán Székesfehérvár | SC Miercurea Ciuc (Rumänien)      |

## Außereuropäische Ligen
| Land/Meisterschaft | Liganame                    | Meister                   | Finalgegner                    |
| Asien (JP, CN, KR) | ALIH                        | Ōji Eagles                | Nippon Paper Cranes*           |
| Australien         | AIHL1                       | Newcastle North Stars     | Western Sydney Ice Dogs        |
| Kanada             | Memorial Cup                | Spokane Chiefs            | Kitchener Rangers              |
| Kanada             | Allan Cup                   | Brantford Blast           | Bentley Generals               |
| Nordamerika        | NHL                         | Detroit Red Wings         | Pittsburgh Penguins            |
| Nordamerika        | AHL                         | Chicago Wolves            | Wilkes-Barre/Scranton Penguins |
| Neuseeland         | NZIHL1                      | Botany Swarm              | Canterbury Red Devils          |
| Südafrika          | Interprovincial Tournament1 | Western Province          |                                |
| Türkei             | Superliga                   | Polis Akademisi ve Koleji | Kocaeli B.B. Kağıt SK          |
| Vereinigte Staaten | NCAA                        | Boston College            | University of Notre Dame       |

* bezeichnet den jeweiligen Titelverteidiger aus der Vorsaison.

1 Liga wurde im Kalenderjahr 2008 ausgetragen